# Forêt de Cinglais
La forêt de Cinglais qui s'étend sur 1 475 hectares est l'une des forêts les plus importantes du département du Calvados. Elle englobait autrefois la forêt de Grimbosq et le bois de l'Obélisque. Elle est située entre la vallée de l'Orne et celle de la Laize. Elle est classée en zone naturelle d'intérêt écologique, faunistique et floristique.
Une grande partie du domaine forestier de Cinglais est privé. La promenade et le ramassage de champignons sont interdits et sont passibles de poursuite. Seule une partie, au sud, sur la commune de Saint-Laurent-de-Condel, le long de la route de Fontaine Guéret, est une forêt domaniale.

## Toponymie
Le Cinglais (petite région aux portes de Caen et Falaise) est mentionné sous la forme latine Cingalensis, la forme normande Chinguelez et française Cinguelez au Moyen Âge et représente un dérivé en -ensis du nom de localité Cingal.

## Histoire

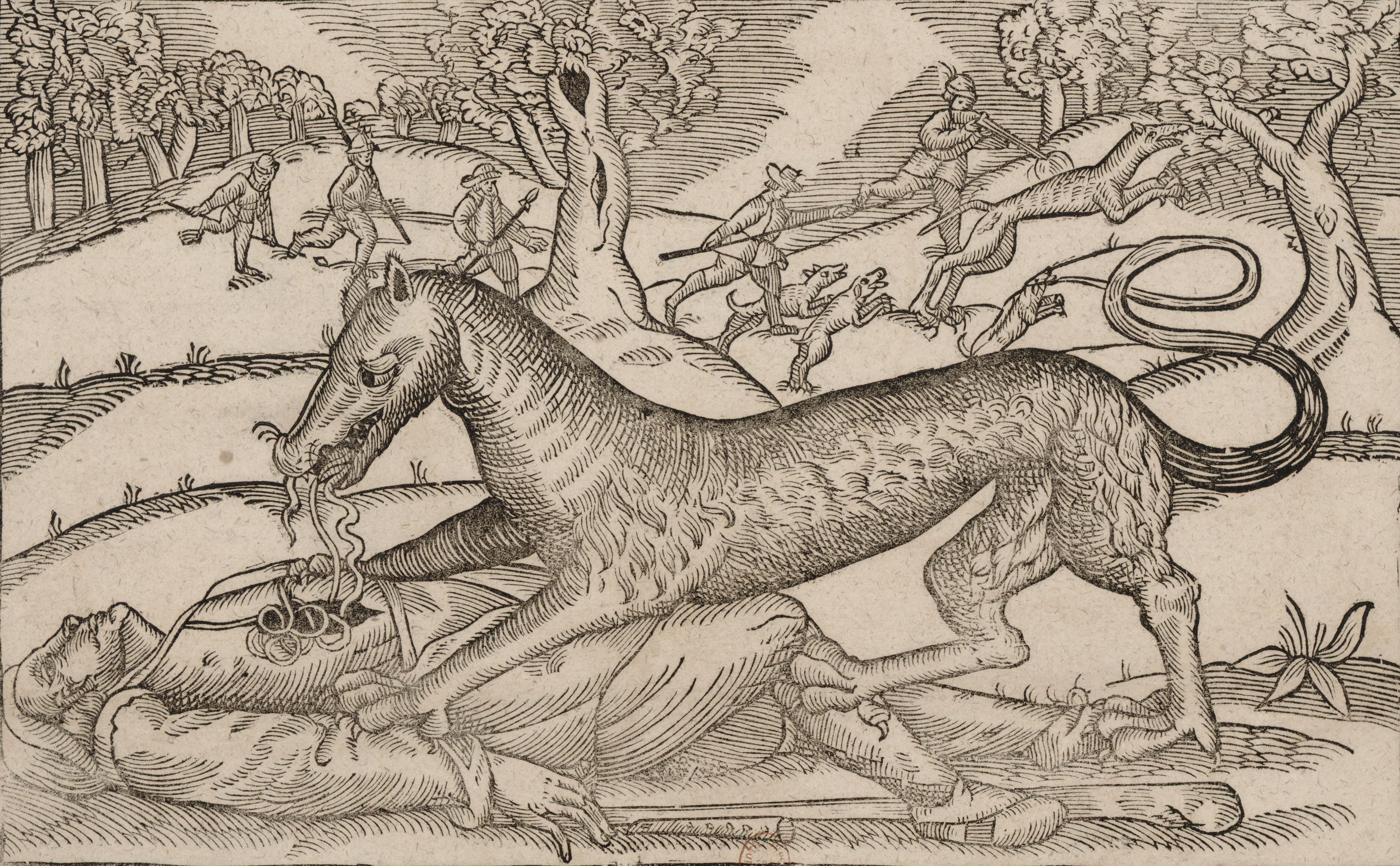
La bête de Cinglais 1632.

Une voie romaine partant de Vieux-la-Romaine vers Jublains entrait dans la forêt au sud de Boulon par la coupe de la Souillarde.
Le Cinglais est mentionné pour la première fois en 846 dans une charte de Charles le Chauve.
À l'époque gallo-romaine, la forêt est bien plus étendue et très peu peuplée. Le défrichement commence pendant le haut Moyen Âge. Du XIe au XIIIe siècle, le peuplement continue et la forêt prend plus ou moins ses limites actuelles.
De tout temps, les seigneurs de la région se partagèrent sa possession.
Durant la guerre de Cent Ans, la forêt était parcourue par des brigands qui pillaient les alentours.
En 1376, Charles V donna la baronnie du Thuit et la forêt de Cinglais qui en dépendait à Bertrand Du Guesclin.
En 1632, la bête de Cinglais, terrorisa la population en dévorant une trentaine de personnes. Une gigantesque battue de plus de 5 000 personnes fut organisée et la bête fut abattue. On l'identifia à un loup roux de grande taille et très agile.
En 1793, la forêt fut déclarée bien national mais restituée à ses anciens propriétaires en 1814.
En 1944, l'aviation alliée attaqua les troupes allemandes qui tentaient de s'y dissimuler.

## Économie
La forêt constitua de tout temps une réserve de bois de chauffage pour toute la région . Son bois alimenta la chaudière du train qui reliait Caen à Falaise.
La forêt servit à fournir en tan, issu des écorces de chêne, les nombreuses tanneries de la vallée de la Laize du XIIIe siècle au XXe siècle. Chaque printemps, les pelards écorçaient les jeunes chênes avec une serpe et un os. Les écorces mises en bottes étaient séchées puis écrasées dans les moulins à tan où l'on traitait les peaux importées d’Amérique du Sud, via le port de Caen.
Dans le massif minier (Soumont-Saint-Quentin, Saint-Rémy), l’étayage des galeries et la construction des infrastructures d’extraction ont également « réclamé » leur tribut à la forêt.

## Traditions
Chaque année, lors du « jeudi ardent » (premier jeudi du Carême), avait lieu la fête des bûcherons de la forêt de Cinglais. Propriétaires et marchands de bois avaient coutume d'offrir à leurs ouvriers et à leurs familles un repas champêtre au milieu des bois. Assis sur des fagots « les bourrées», hommes, femmes et enfants festoyaient joyeusement autour d'un grand feu. Plusieurs photos ou cartes postales du début du XXe siècle témoignent de cette fête traditionnelle qui s'est maintenue jusqu'à la Seconde Guerre mondiale.

## Flore
Les chênes sessiles et les chênes pédonculés composent les futaies alors que tilleuls, bouleaux et noisetiers dominent les taillis. À la suite de la grande opération de reboisement entreprise dans les années 1950, douglas, sapins de Vancouver, mélèzes du Japon et épicéas s'alignent en rangs serrés.
On note une grande diversité végétale dont l'isopyre faux-pigamon (espèce protégée au niveau régional) et le muguet.

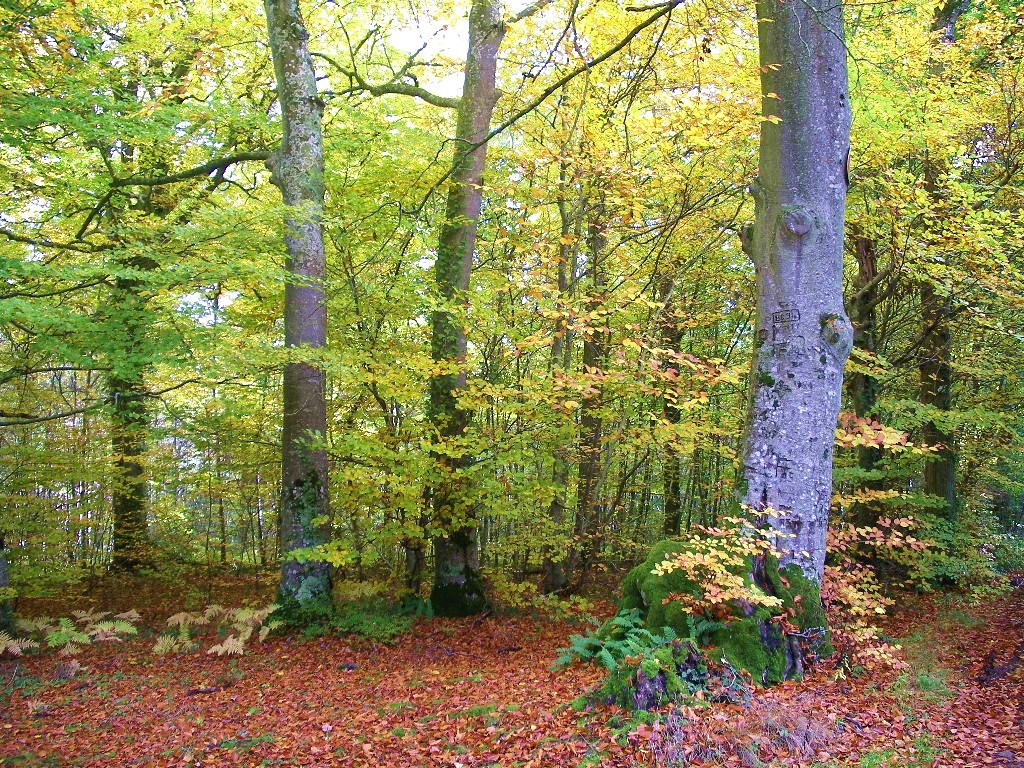
Une hêtraie.
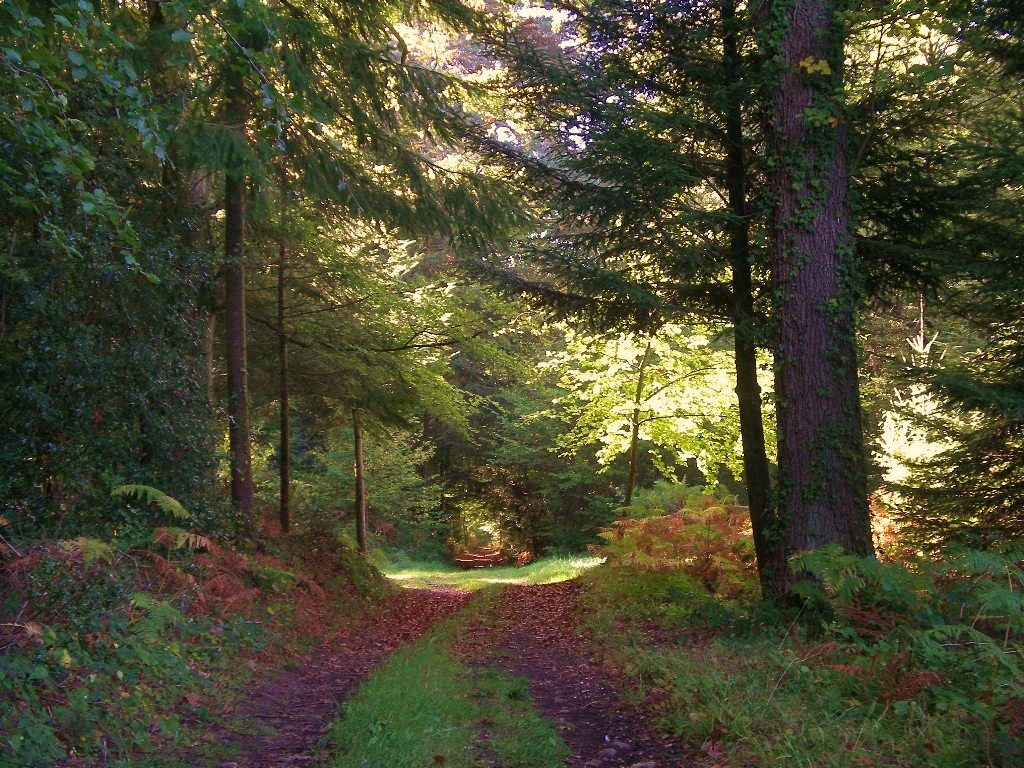
Une allée forestière.
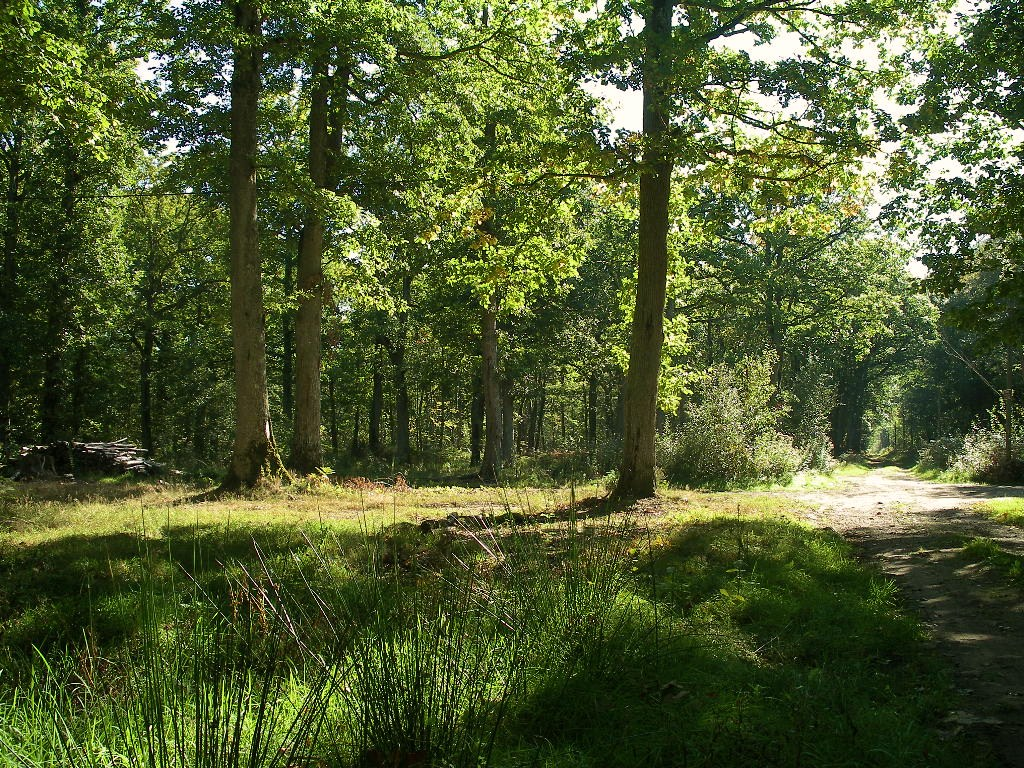
Le carrefour des Cinq Chemins.
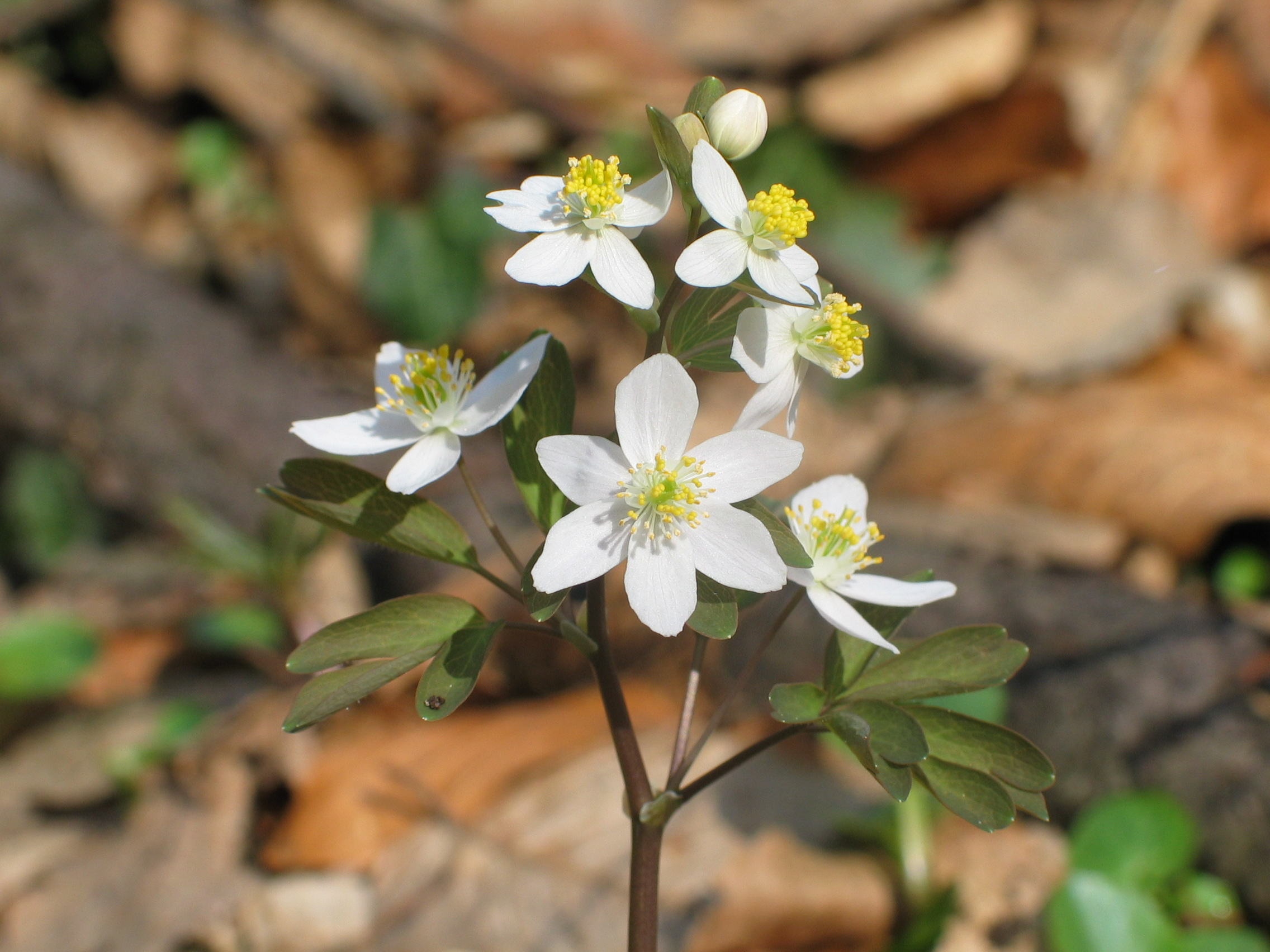
L'isopyre.

## Faune
La forêt constitue une réserve de chasse importante: sangliers, chevreuils, bécasses, lièvres, perdrix et renards .
On signale quelques espèces d'oiseaux remarquables comme la bondrée apivore, le busard Saint-Martin, le pic noir, le rougequeue à front blanc, le pouillot siffleur, le gros-bec.
On note la présence de la martre des pins.

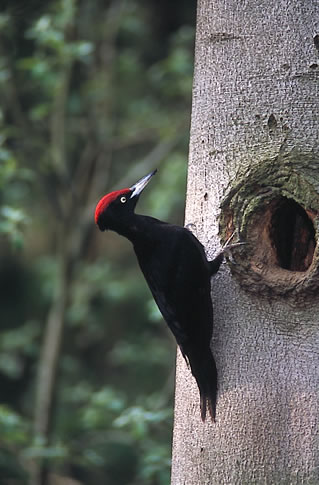
Le pic noir.
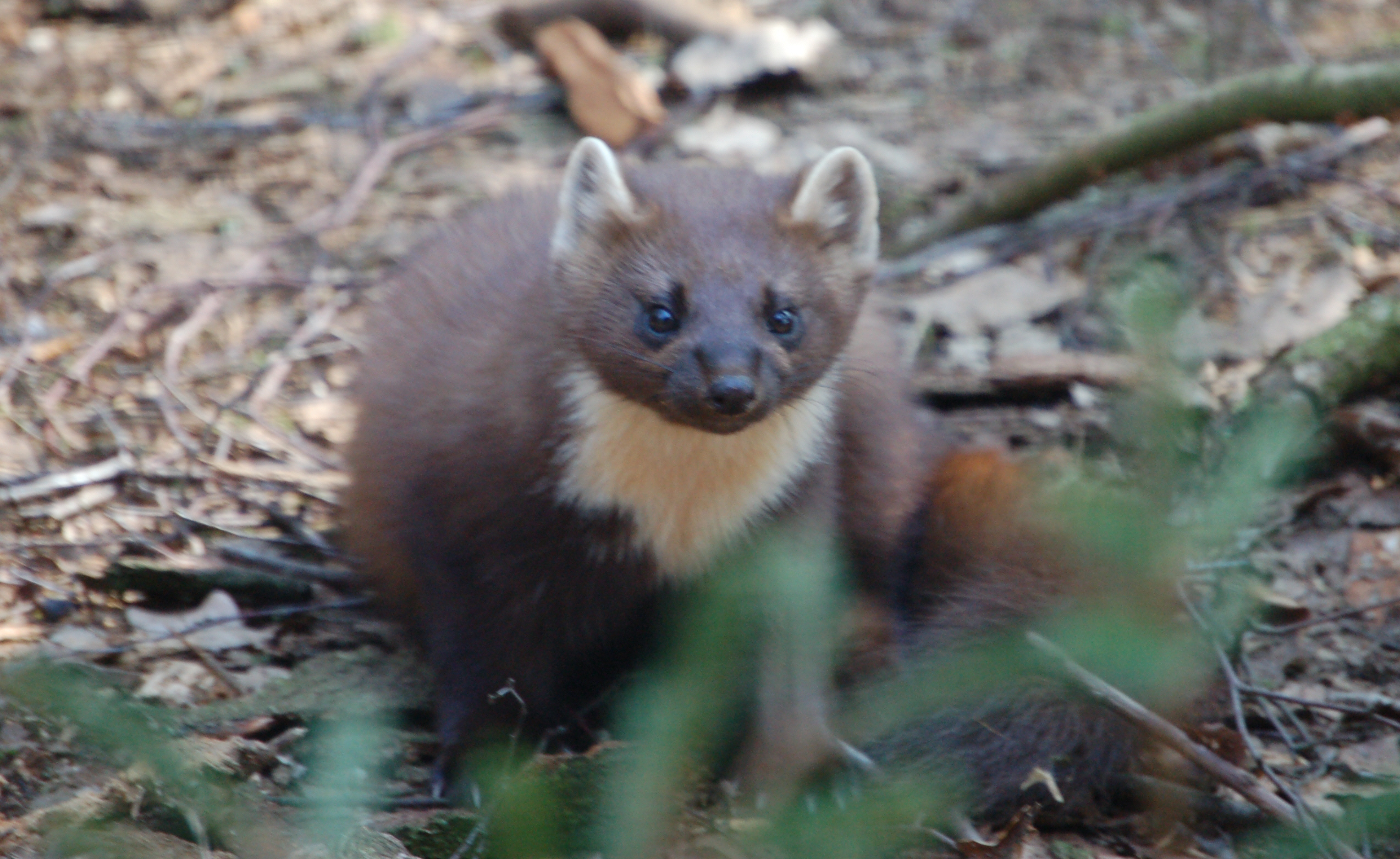
La martre des pins.

## Lieux et monuments
- Menhir de la Pierre Tournante, pierre de légendes située en limite nord de la forêt, au lieu-dit le Champ Bérot (propriété privée).
- Vestiges d'une petite enceinte dite de la Bijude sur la commune de Bretteville-sur-Laize qui fait l'objet d'un recensement à l'inventaire général du patrimoine culturel[14] (propriété privée).
- Vestiges d'une autre enceinte de plus grande taille dite de l'Herbage au lieu-dit la Vignonnière[15] sur la commune de Boulon qui fait l'objet d'un recensement à l'inventaire général du patrimoine culturel[16] (propriété privée).
- Vestiges d'une fortification de terre dite enceinte de la Souillarde qui fait l'objet d'un recensement à l'inventaire général du patrimoine culturel[17].
- Pierre des Trois Seigneurs[18]. Il y a au milieu de la forêt, dans un lieu bien connu des gardes, une borne triangulaire appelée aussi Devise aux trois seigneurs où se rencontraient aux retours des chasses les propriétaires des bois d'Alençon, d'Harcourt et de Barbery. Ils pouvaient dresser une table, manger et boire ensemble en se tenant assis chacun sur son terrain [19] (propriété privée).
- Ruines de l'abbaye Notre-Dame de Barbery en lisière de forêt (propriété privée).
- Château de Saint-Hubert construit en 1850 pour remplacer un rendez-vous de chasse sur la commune de Saint-Laurent-de-Condel qui fait l'objet d'un recensement à l'inventaire général du patrimoine culturel[20] (propriété privée).
- Source ferrugineuse Yvette « Eau minérale du Cinglais » dans la vallée du Beffeux [21] (propriété privée).
- Étang en amont de la source Yvette (propriété privée).

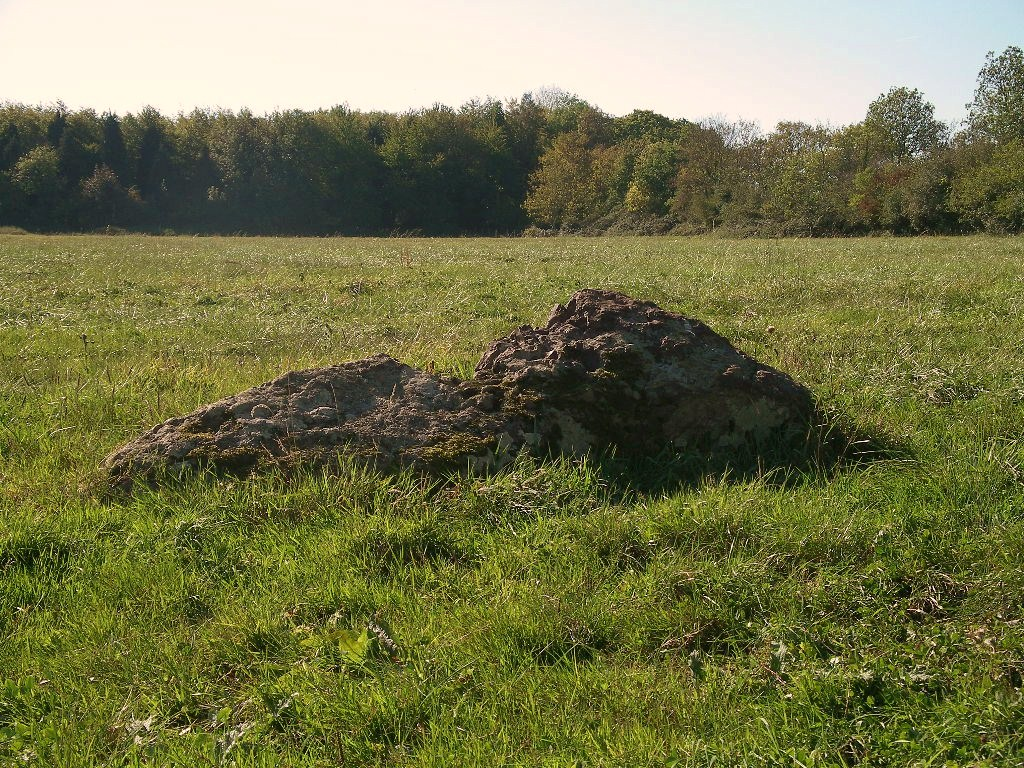
La Pierre Tournante.
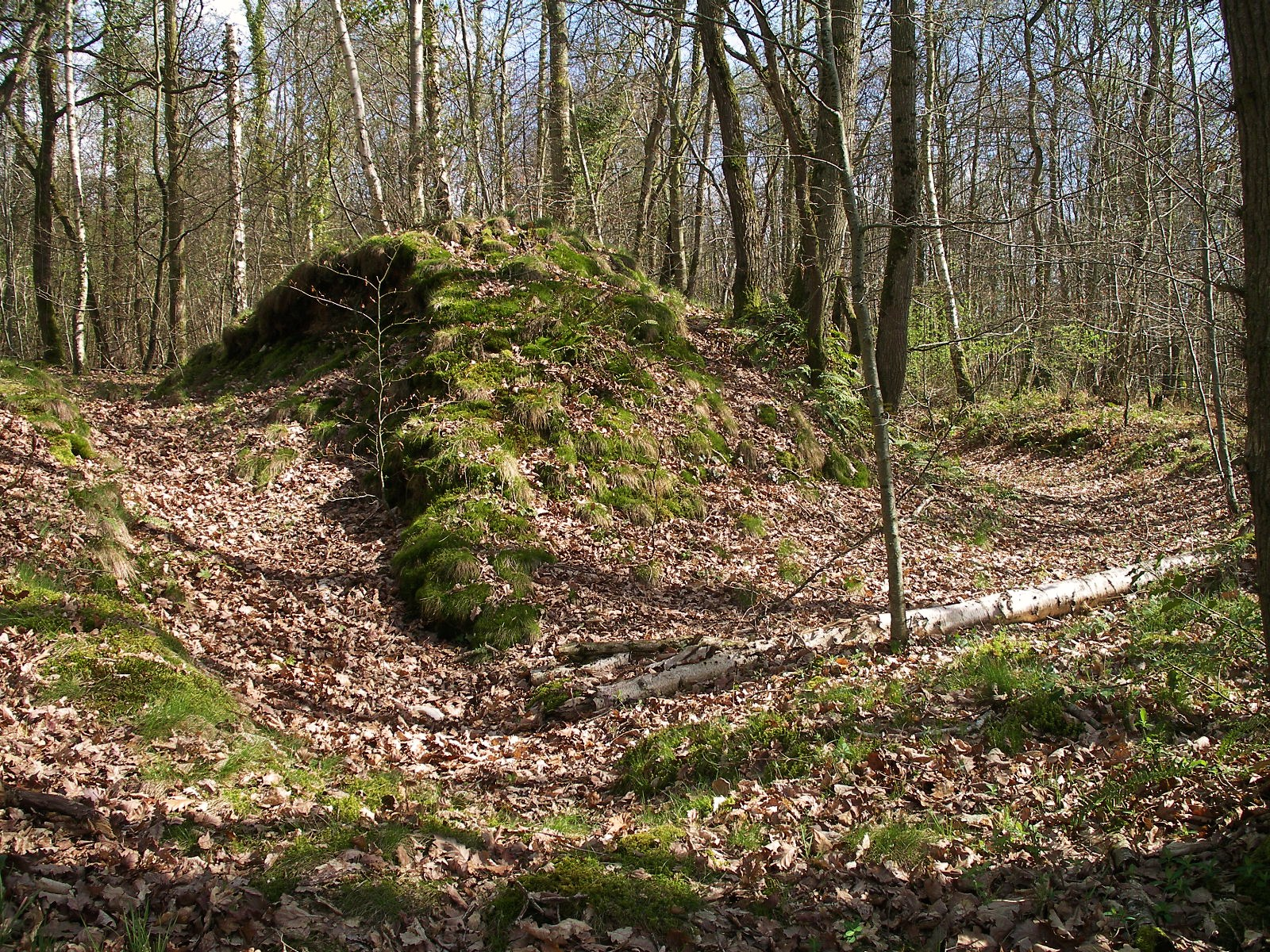
L'enceinte de la Bijude.
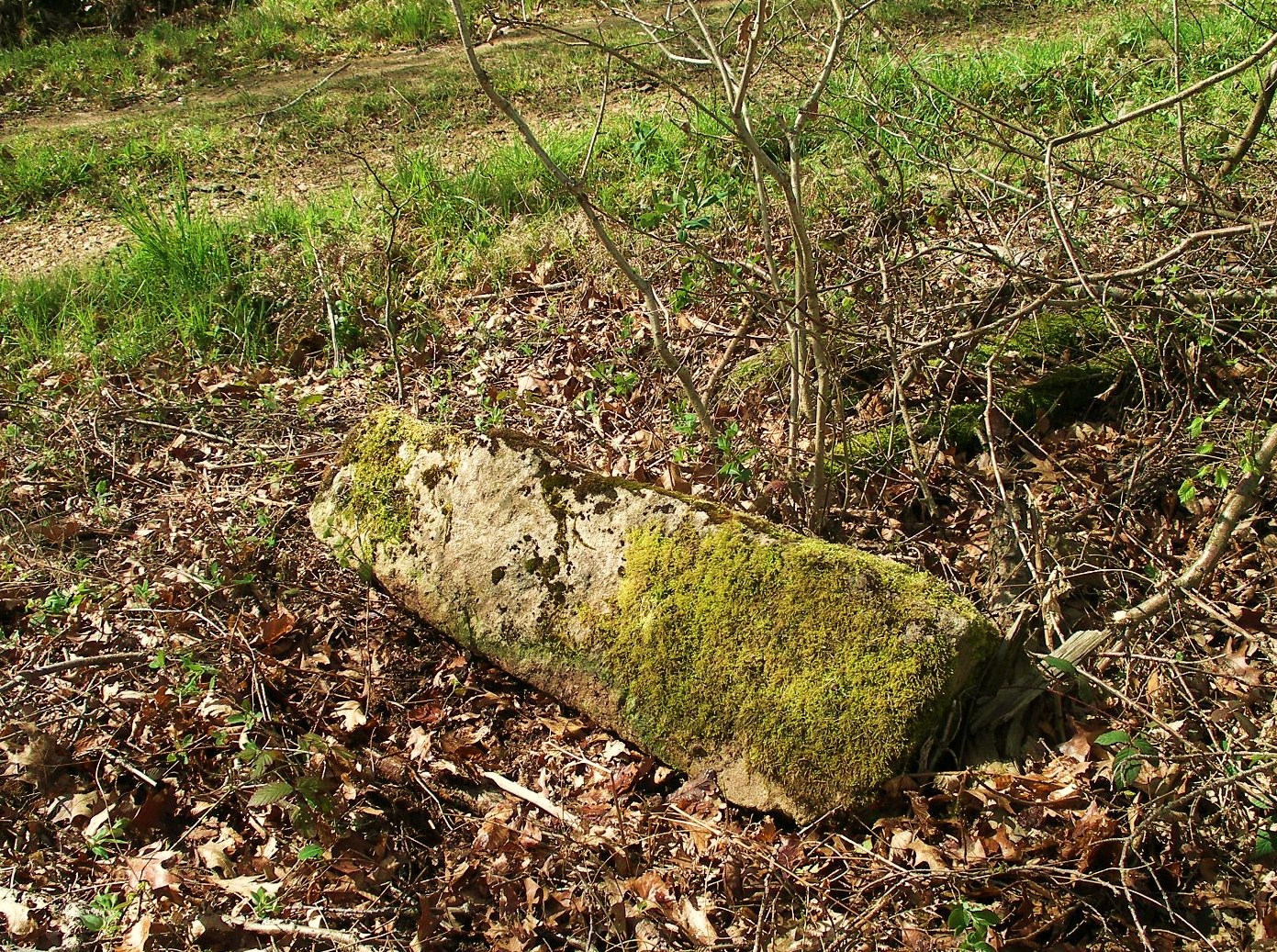
La Pierre des Trois Seigneurs.
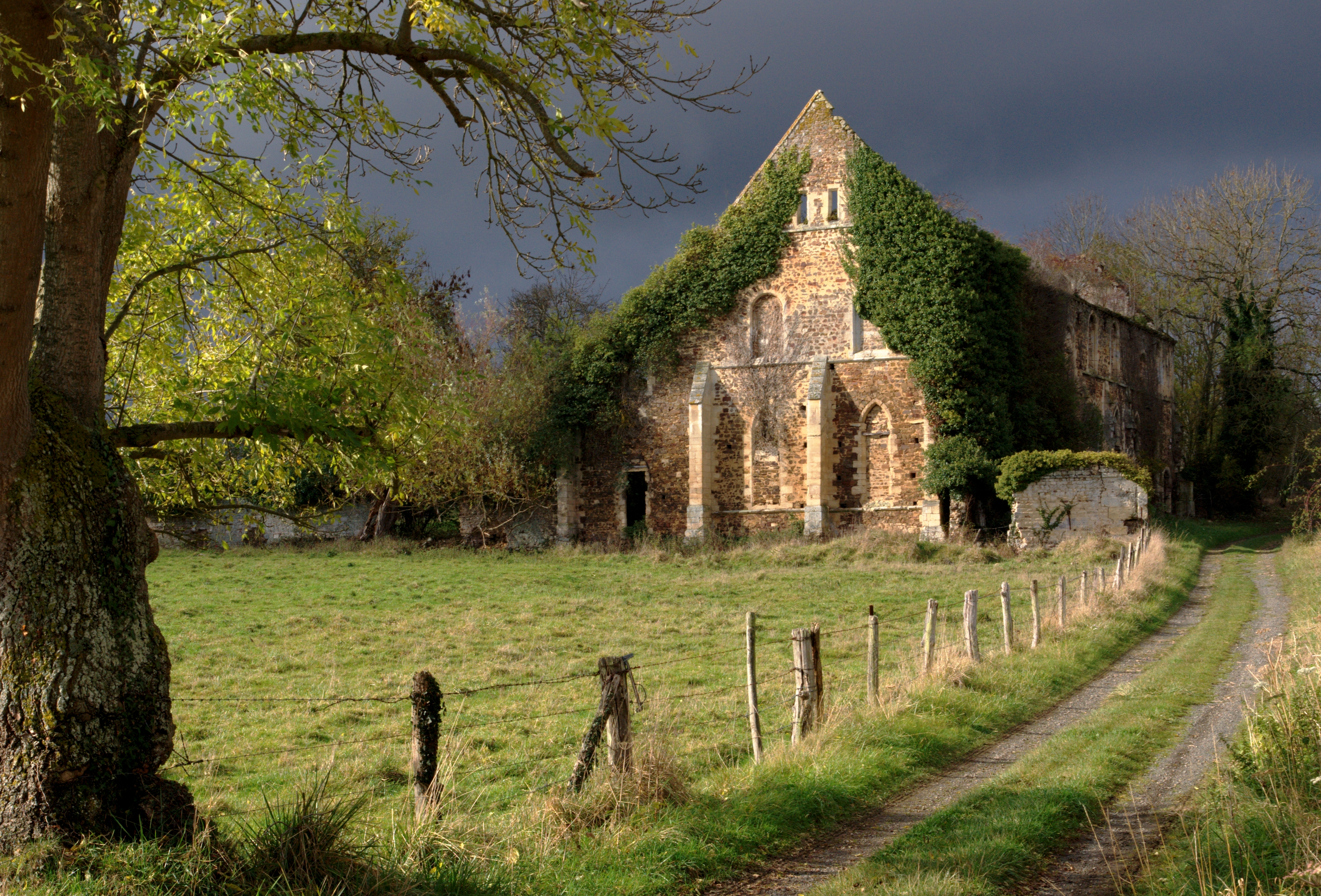
L'abbaye de Barbery.
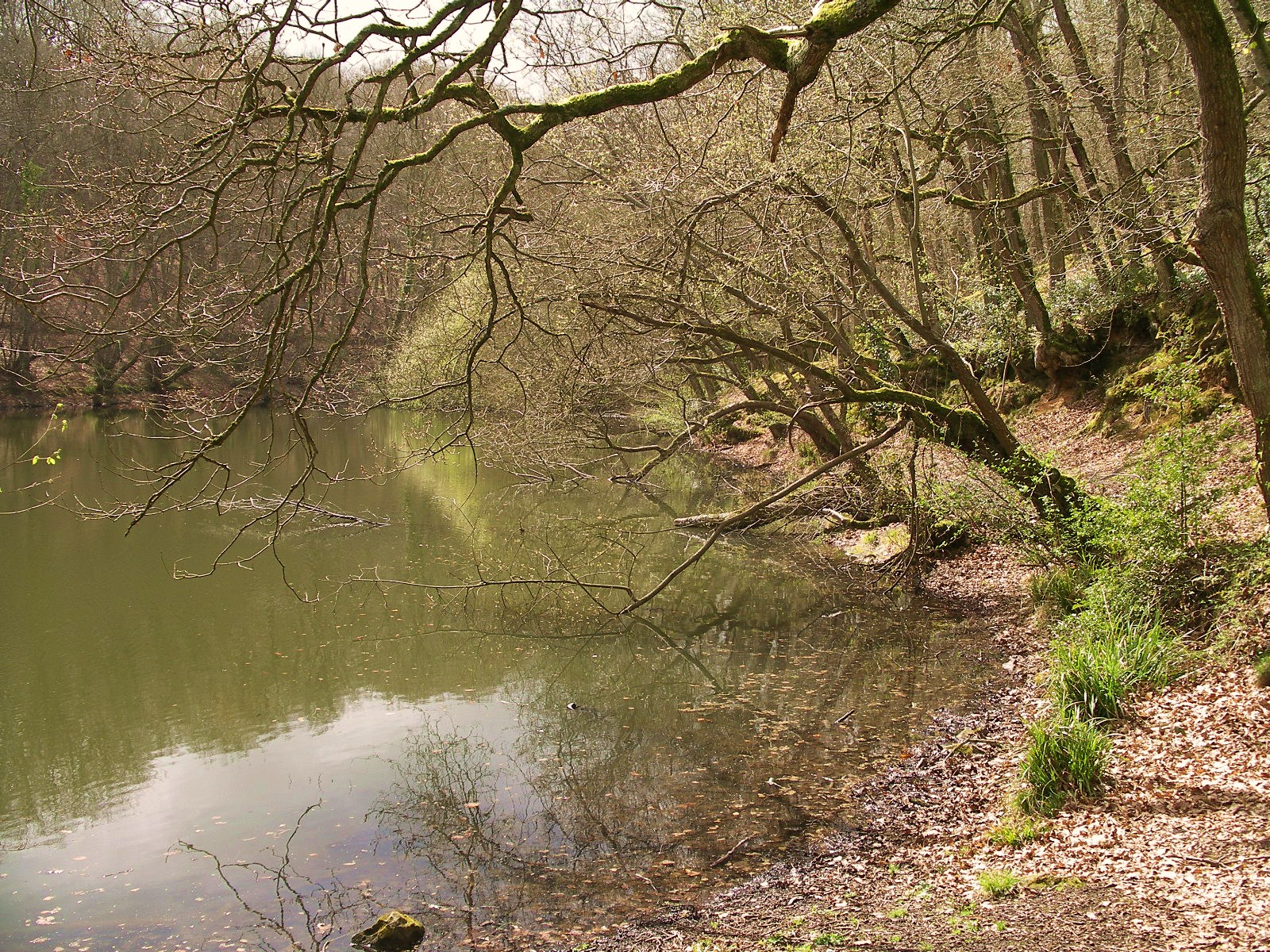
L'étang de la source Yvette.
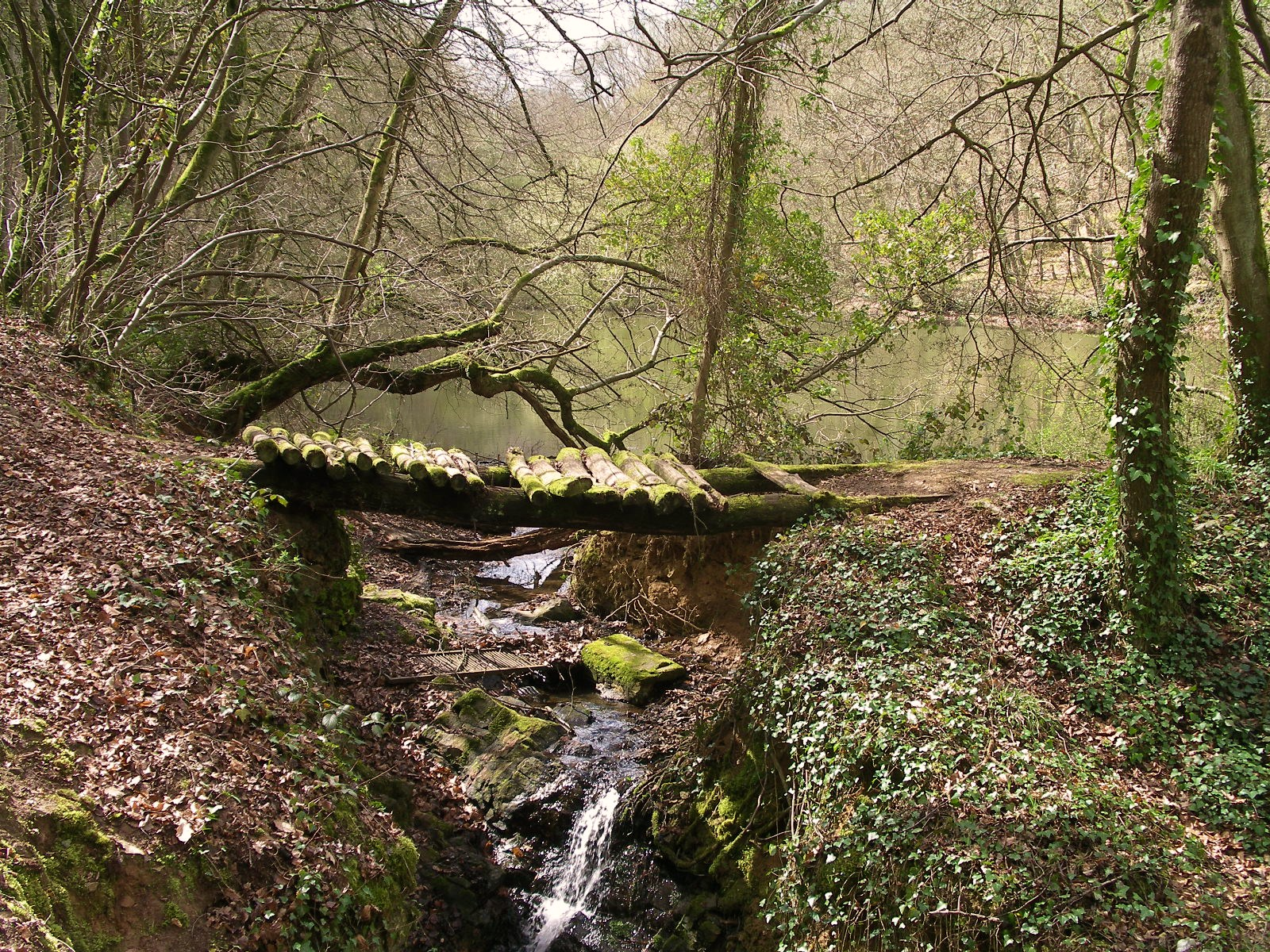
Un petit pont de bois.